# Varkja
Varkja (Duits: Warkja) is een plaats in de Estlandse gemeente Saaremaa, provincie Saaremaa. De plaats heeft de status van dorp (Estisch: küla).
Tot in oktober 2017 behoorde Varkja tot de gemeente Kihelkonna. In die maand werd Kihelkonna bij de fusiegemeente Saaremaa gevoegd.

## Bevolking
De ontwikkeling van het aantal inwoners blijkt uit het volgende staatje:
| Jaar            | 2000 | 2011 | 2018 | 2020 | 2021 |
| --------------- | ---- | ---- | ---- | ---- | ---- |
| Aantal inwoners | 2    | 0    | < 4  | < 4  | 4    |

## Geschiedenis
Varkja werd voor het eerst genoemd in 1731 onder de naam Wartia, een nederzetting op het landgoed van Pidula. Daarna stond het dorp achtereenvolgens bekend onder de namen Wartja, Warckja en Warki.
Tussen 1977 en 1997 hoorde Varkja bij het buurdorp Üru.